# Aintree
Koordinaten: 53° 29′ N, 2° 56′ W
Aintree (wörtlich von altenglisch: ein Baum) ist ein Ort mit 7.126 Einwohnern (Stand 2006) im Metropolitan Borough of Sefton in Merseyside im Vereinigten Königreich.
Der Ort grenzt an die Stadt Liverpool. Sie ist weltweit bekannt als Austragungsort des Pferderennens Grand National auf dem Aintree Racecourse sowie für die Motorsport-Rennstrecke Aintree Circuit.